# Route 422 (Terre-Neuve-et-Labrador)
Pour les articles homonymes, voir Route 422.
La route 422 est une route tertiaire de la province de Terre-Neuve-et-Labrador d'orientation est-ouest située dans le nord-ouest de l'île de Terre-Neuve, au nord de Deer Lake. Elle est une route faiblement empruntée, reliant la route 430 à Cormack, puis elle tourne vers l'est pour frôler la rive sud du parc provincial Sir Richard Squires. Elle se termine sur une route forestière à Big Falls. Route alternative de la 430, elle est nommée Cormack Road et Vétérans Drive, mesure 34 kilomètres, et est une route asphaltée sur l'entièreté de son tracé.

## Parc provincial
Entre ses kilomètres 25 et 30, elle passe dans le parc provincial Sir Richard Squires.

## Communautés traversées
- Cormack
- Little Falls
- Big Falls